# Project Eden
Project Eden je  akcijsko-pustolovska videoigra razvijalcev Core Design, ki je izšla v založbi Eidos Interactive za MS Windows ter PlayStation 2. Igra je izšla 8. oktober 2001 za MS Windows v Severni Ameriki, 22. oktobra 2001 pa še za PlayStation 2. 
Kiberpankovsko prizorišče igre je postavljeno v bližnjo prihodnost, kjer je prenaseljenost povzročila gradnjo megalomanskih mest z večkilometrskimi stolpnicami. Zgornji predeli so rezervirani za bogatejši sloj ljudi, medtem ko v spodnjih delih vladajo revščina, brezup in kriminal. Igralec prevzame nadzor na štiričlansko enoto mestne policije, imenovane Urbana varnostna agencija (angl. Urban Protection Agency, UPA), ki mora raziskati primer ugrabljenih inženirjev mesno predelovalnega obrata in se soočiti s kriminalni tolpami ter vedno pogostejšimi napadi nenavadnih mutantov v globljih predelih.
Igra je prejela v glavnem pohvale kritikov, ki so izpostavili predvsem dober dizajn okolice in njenega vzdušja ter številne zapletene miselne uganke.